# Аткинсън (окръг, Джорджия)
Окръг Аткинсън (на английски: Atkinson County) е окръг в щата Джорджия, Съединени американски щати. Площта му е 891 km², а населението - 8047 души. Административен център е град Пийрсън.